# کاظم علمداری
کاظم علمداری (زادهٔ شهر دماوند) نویسنده، جامعه‌شناس و استاد فعلی دانشگاه ایالتی کالیفرنیا است. او تاکنون چند کتاب به زبان‌های فارسی و انگلیسی تألیف و بیش از صد مقاله در زمینه‌های تروریسم، اقتصاد سیاسی، نقش دین در توسعه جامعه و جنبش‌های اجتماعی منتشر کرده است.

## تحصیلات
او در سال ۱۳۵۱ مدرک کارشناسی خود را از دانشگاه تهران در رشتهٔ روان‌شناسی دریافت کرد و برای ادامه تحصیل به آمریکا رفت. پس از دریافت مدرک کارشناسی ارشد در رشتهٔ مدیریت آموزشی، در سال ۱۹۸۱ میلادی موفق به اخذ مدرک دکتری در رشته «جامعه‌شناسی توسعه» از دانشگاه ایلینوی آمریکا شد. علمداری از سال ۱۹۸۸ میلادی تاکنون به تدریس در بخش جامعه‌شناسی دانشگاه ایالتی کالیفرنیا مشغول است.